# Trastos
Pour les articles homonymes, voir Trastos (homonymie).

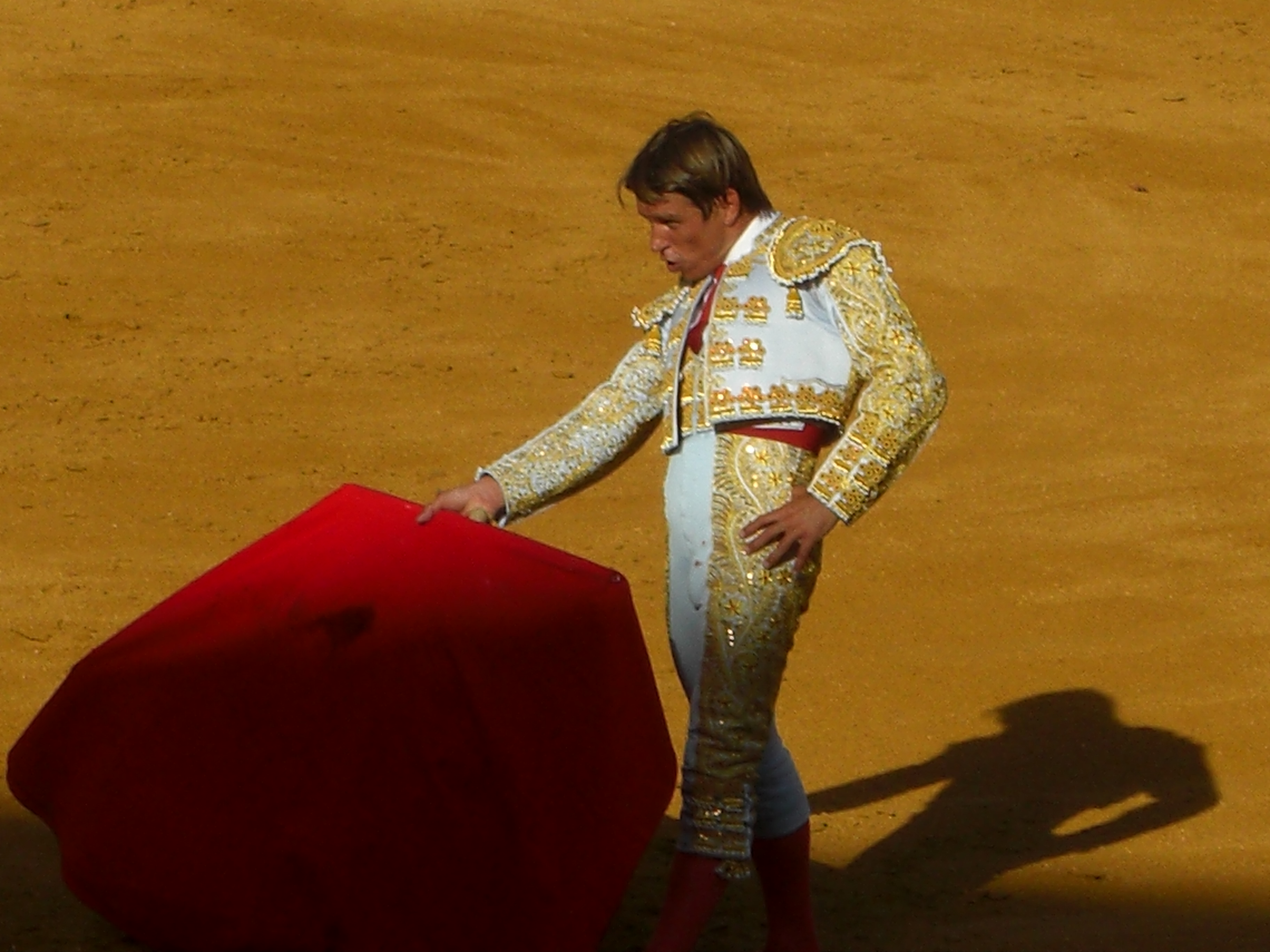
La muleta, un des trastos du matador

Dans le monde de la tauromachie, le mot  trastos  (de l'espagnol « outils»)  désigne le matériel qu'un parrain remet à un novillero lorsque celui-ci devient matador. Ceci a lieu lors de la cérémonie de l'alternative. « Remettre les trastos », signifie « conférer l'alternative ». 

## Description et historique
Les trastos du matador sont théoriquement la cape, la muleta, l'épée, le descabello[Quoi ?]. Les autres outils des toreros sont : les banderilles, la puntilla, la pique. En réalité, lors de l'alternative, le parrain du novillero lui remet seulement l'épée et la muleta pour marquer son passage au stade de matador. 
Selon l'article 119 du règlement taurin municipal, lorsqu'un novillero acquiert la qualité de matador, le torero le plus ancien lui cède son tour au premier taureau.  
Au XIXe siècle, plusieurs novilleros ont reçu l'alternative sans qu'il y ait eu cession de trastos car ils avaient déjà pris l'alternative dans une autre ville que Madrid ou  parce qu'on ne faisait obligatoirement pas de cérémonie d'alternative. C'est le cas notamment d'El Salamanquíno, Cúchares et Panchón.